# インナーウエスト・ライトレール

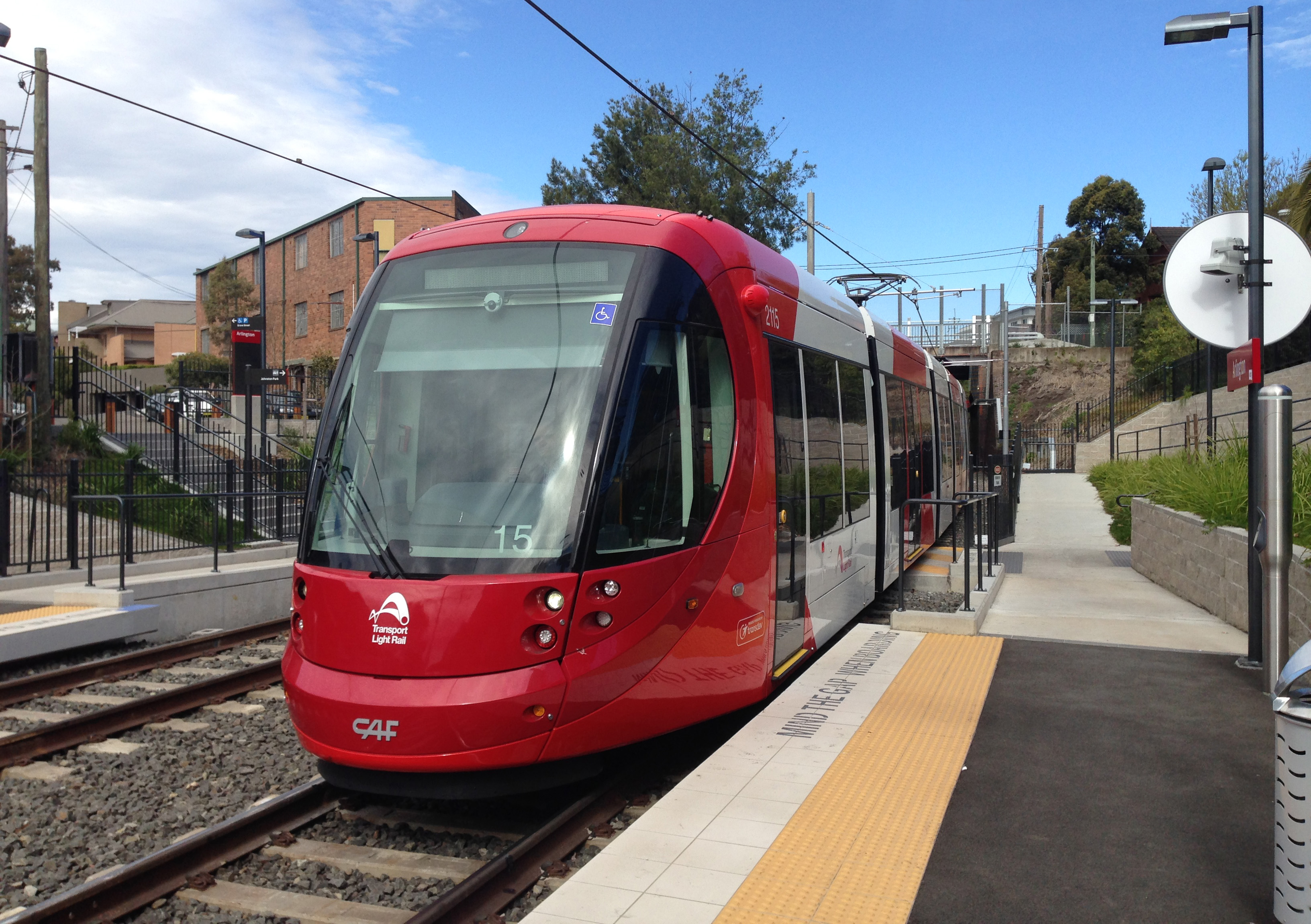
ウルボス3
（2014年撮影）

インナーウエスト・ライトレール（Inner West Light Rail）は、オーストラリアのシドニー市内で運行されているライトレール路線である。路線番号「L1」が付けられている。以前は「メトロ・ライト・レール（Metro Light Rail）」と呼ばれていた。
シドニー中心部と西部のインナー・ウエスト地区との間を、チャイナタウン、ダーリングハーバー、ザ・スター・カジノなどを経由しながら結んでいる。ヘイマーケットのセントラル駅からダルウィッチ・ヒルまでの所要時間は約39分で、すべての停留所でオパールカードおよびコンタクトレス決済が使用可能になっている。

## 路線データ
- 路線距離：12.8km（そのうち、1.5kmが併用軌道）
- 軌間：1,435mm（標準軌）
- 最高速度：80km/h
- 駅数：23駅
- 電化区間：全区間（750vDC、Overhead）

## 歴史
- 1997年8月31日 - Central ～ Wentworth Park開業
- 2000年8月13日 - Wentworth Park ～ Lilyfield開業
- 2005年 - HaymarketからPaddy's Marketsに改名
- 2011年 - Star CityからThe Starに改名
- 2014年3月26日 - Lilyfield ～ Dulwich Hill開業

## 車両
全車低床型路面電車。

### 現在運用中の車両
ウルボス3
ダルウィッチ・ヒル延伸後の2014年より導入。

### 過去に運用された車両
バリオバーン
開業当初から2015年5月まで使用されていた車両。
ウルボス2
インナーウエスト・ライトレール延伸の数日前からUrbos 3が運用開始されるまでの数か月の間だけ運用されたリース車両。